# Türkvizyon Song Contest 2014
Türkvizyon Song Contest 2014 var den andra upplagan av Türkvizyon Song Contest. Värd för tävlingen var regionhuvudstaden Kazan i Tatarstan.
25 länder deltog i tävlingen detta år jämfört med året innan då 23 länder deltog. Alla ska vara med i semifinalen och 15 av dessa 25 går till finalen som anordnas två dagar efter semifinalen. Värdlandet Tatarstan måste också kvala sig vidare.
Kazakstan vann denna gång, och det var
deras första seger i tävlingen.

## Tävlingsupplägg

Länder som bekräftat deltagande
Länder som avböjt deltagande. Men som deltog 2013.

Tävlingen hölls i Kazan i Tatarstan. Beslutet kom redan innan finalen 2013 avgjordes.

## Större händelser

### Tillbakadragande och debutanter
Nordcypern skulle ha skickat İpek Amber att representera dem med låten "Sessiz Gidis". Men senare meddelade dem att det var högst troligt att de skulle vara tvungna att dra sig tillbaka på grund av politiska problem. Sångaren skulle ta sig in Tatarstan med nordcypriotiska pass. Men på grund det bristande internationella erkännandet av norra Cypern, gick det inte, eftersom den självutnämnda staten inte erkänns av Ryssland, vilket nekade dem inträde i Tatarstan. Därmed deltog de inte utan de tvingade sig att dra sig ur i sista stund. Kosovo skulle från början också deltagit men tvingades att avgå eftersom Ryssland inte erkänt Kosovo som självständig stat. Vitryssland, Altajrepubliken och Keremovo Oblast drog sig ur de också.
Tyskland debuterade i tävlingen. Tyskland, som har en stor andel turkisk befolkning fick delta av Turkiets TV-bolag. Även Iran, Bulgarien, Turkmenistan och Moskva Oblast debuterade i tävlingen.

## Semifinalen
Lottningen hölls den 1 november i Kazan
Länder i beige färg gick vidare.
| Startnummer | Land                                               | Språk             | Artist                           | Låt                       | Svensk översättning           | Placering | Poäng |
| ----------- | -------------------------------------------------- | ----------------- | -------------------------------- | ------------------------- | ----------------------------- | --------- | ----- |
| 01          | Kazakstan                                          | kazakiska         | Zhanar Dugalova                  | "Izin korem" (Ізін көрем) | Jag ser dem                   | 3         | 198   |
| 02          | Tyskland                                           | Turkiska          | Fahrettin Güneş                  | "Sevdiğim"                | Den jag älskar                | 21        | 149   |
| 03          | Turkmenistan                                       | Turkmeniska       | Züleyha Kakayeva                 | "Shikga-Shikga bilerzik"  |                               | 12        | 169   |
| 04          | Georgien                                           | Georgiska         | Aysel Mammadova & Ayla Shiriyeva | "Tenhayam"                | Jag är själv                  | 25        | 141   |
| 05          | Uzbekistan                                         | Uzbekiska         | Aziza                            | "Dunyo bolsin omon"       | Jord bli våran!               | 10        | 172   |
| 06          | Albanien                                           | turkiska/albanska | Xhoi                             | "Hava ve ates"            | Eld och luft                  | 19        | 154   |
| 07          | Gagauzien                                          | Gaugaziska        | Mariya Topal                     | "Aaladim"                 | Jag grät                      | 16        | 162   |
| 08          | Ukraina                                            | Gaugaziska        | Natali Deniz                     | "Sän benim"               | Du är min                     | 22        | 148   |
| 09          | Iran                                               | Turkiska          | Barış Grubu                      | "Heydar baba"             | Fader Heydar                  | 8         | 178   |
| 10          | Kabardinien-Balkarien och Karatjatijen-Tjerkessien | Kabardinska       | Eldar Zhanikaev                  | "Barama" (Барама)         | Jag kommer                    | 23        | 148   |
| 11          | Tatarstan (värdland)                               | Tatariska         | Aydar Suleymanov                 | "Atlar Çaba"              | Hästarna springer             | 1         | 223   |
| 12          | Moskva                                             | Tatariska         | Kazan World                      | "Sine kotem"              | Väntar på dig                 | 5         | 190   |
| 13          | Kirgizistan                                        | Kirgiziska        | Non-Stop Band                    | "Seze bil" (Сезе бил)     | Säsongskänslan                | 6         | 190   |
| 14          | Jakutien                                           | Jakutiska         | Vladlena Ivanova Sakhaya         | "Kyn"                     | Sol                           | 13*       | 168   |
| 15          | Turkiet                                            | Turkiska          | Funda Kılıç                      | "Hoppa"                   |                               | 2         | 199   |
| 16          | Bosnien och Hercegovina                            | Bosniska          | Mensur Salkić                    | "Šutim"                   | Jag är tyst                   | 11        | 171   |
| 17          | Basjkirien                                         | Bajkiriska        | Zaman                            | "Kubair" (Кубаир)         |                               | 4         | 193   |
| 18          | Bulgarien                                          | Turkiska          | İsmail Matev                     | "Yollara, taşlara"        | Till vägarna , till klipporna | 14*       | 168   |
| 19          | Irak                                               | Turkiska          | Ahmed Duzlu                      | "Çal Kalbimi"             | Stjäl mitt hjärta             | 18        | 155   |
| 20          | Krim                                               | Krimtatariska     | Darina Siniçkina                 | "Suya Gider"              | Om du går                     | 9         | 178   |
| 21          | Azerbajdzjan                                       | Azerbajdzjanska   | Elvin Ordubadli                  | "Divlerin Yalqizliği"     | Ensamheten av jättarna        | 15*       | 166   |
| 22          | Rumänien                                           | Turkiska          | Cengiz Erhan & Gafar Alev Sibel  | "Genclik basa bir gelir"  | Ungdom händer en gång         | 17        | 158   |
| 23          | Makedonien                                         | Turkiska          | Kaan Mazhar                      | "Yolumu Bulurum"          | Jag hittar min väg            | 7         | 181   |
| 24          | Khakassien                                         | Khakasiska        | Sayana Sobirova                  | "Oshibka"                 | Fel                           | 24        | 148   |
| 25          | Tuvarepubliken                                     | Tuvinska          | Ayas Kullar                      | "Subedei"                 |                               | 20        | 151   |

- Efter att ha insett problemet i juryns röster i semifinalen meddelade Maydan Television att 15 poster kvalificerat sig till finalen . Det betyder Bulgarien , Jakutien och Azerbajdzjan kommer att uppträda i finalen .

## Finalen
| Startnummer | Land                    | Språk         | Artist                   | Låt                       | Svensk översättning           | Placering | Poäng |
| ----------- | ----------------------- | ------------- | ------------------------ | ------------------------- | ----------------------------- | --------- | ----- |
| 01          | Turkiet                 | Turkiska      | Funda Kiliç              | "Hoppa"                   |                               | 15        | 128   |
| 02          | Krim                    | Krimtatariska | Darina Siniçkina         | "Suya Gider"              | Om du går                     | 6         | 186   |
| 03          | Kazakstan               | kazakiska     | Zhanar Dugalova          | "Izin korem" (Ізін көрем) | Jag ser dem                   | 1         | 225   |
| 04          | Uzbekistan              | Uzbekiska     | Aziza                    | "Dunyo bolsin omon"       | Jord bli våran!               | 7         | 183   |
| 05          | Iran                    | Turkiska      | Barış Grubu              | "Heydar baba"             | Fader Heydar                  | 13        | 167   |
| 06          | Basjkirien              | Basjkiriska   | Zaman                    | "Kubair" (Кубаир)         |                               | 3         | 199   |
| 07          | Kirgizistan             | Kirgiziska    | Non-Stop Band            | "Seze bil" (Сезе бил)     | Säsongskänslan                | 4         | 196   |
| 08          | Turkmenistan            | Turkmeniska   | Züleyha Kakayeva         | "Shikga-Shikga bilerzik"  |                               | 5         | 192   |
| 09          | Jakutien                | Jakutiska     | Vladlena Ivanova Sakhaya | "Kyn"                     | Sol                           | 7         | 183   |
| 10          | Bulgarien               | Turkiska      | İsmail Matev             | "Yollara, taşlara"        | Till vägarna , till klipporna | 11        | 172   |
| 11          | Azerbajdzjan            | Turkiska      | Elvin Ordubadli          | "Divlerin Yalqizliği"     | Ensamhet                      | 9         | 177   |
| 12          | Bosnien och Hercegovina | Bosniska      | Mensur Salkić            | "Šutim"                   | Jag är tyst                   | 10        | 176   |
| 13          | Makedonien              | Turkiska      | Kaan Mazhar              | "Yolumu Bulurum"          | Jag hittar min väg            | 14        | 166   |
| 14          | Moskva                  | Tatariska     | Kazan World              | "Sine kotem"              |                               | 12        | 170   |
| 15          | Tatarstan (värdland)    | Tatariska     | Aydar Suleymanov         | "Atlar Çaba"              | Hästarna springer             | 2         | 201   |